# Myiopharus securis
Myiopharus securis là một loài ruồi trong họ Tachinidae.